# Viola yunnanensis
Viola yunnanensis (лат.) — вид растений из рода Фиалок. Обитает на юге Китая, на острове Хайнань, и в провинции Юньнань.

## Описание
Травы многолетние. Корневище удлиненное, косо восходящее или оттопыренное и стеблевидное, с придаточными корнями в узлах. Стебель отсутствует или короче, менее 2 см. Столон до 37 см, тонкий, обычно густо-белый, стройный, со сгруппированными листьями наверху и часто образующий новое растение. Листья почти прикорневые или очередные на столоне; прилистники большей частью свободные, сизые, ланцетные, 1-1,3 см длиной, перепончатые, край бахромчато-зубчатый, на вершине узко длинно-заостренный; черешки неравной длины, 3-8 см, густо раскидистые, бело-опушенные; листовая пластинка абаксиально серо-зеленая, адаксиально темно- или темно-зеленая, продолговатая или продолговато-яйцевидная, 3-8 × 2-4 см, наиболее широкая ближе к середине, обе поверхности густо опушены серо-белыми, на молодых листьях более густо, основание неглубокое и узкосердцевидные, по краю крупно городчатые, на вершине острые или заостренные. Цветки белые, 1,5-1,7 см, ок. 1,5 см в диаметре; цветоножки клейстогамных цветков, образованные из пазух прикорневых листьев, намного короче листьев, цветоножки на столоне значительно длиннее листьев; цветоножки густо опушенные, над серединой 2-прицветниковые; прицветники супротивные, линейные, 8-10 мм. Чашелистики линейно-ланцетные или ланцетные, 5-7 мм в диаметре, прикорневые ушки короткие, редко белые по жилкам опушенные, 3-жилковые, по краю густо реснитчатые. Верхние лепестки продолговатые, 1,3-1,5 см × 5-6,5 мм, боковые ок. 1 см, обычно с короткой бородкой, передняя короче, с глубокими жилками, 8-9 мм (включая шпору), вершина острая; шпора мешковидная, очень короткая, ок. 1,5 мм, слегка изогнут вниз; шпора 2 передних тычинок очень коротко угловатая. Завязь яйцевидно-шаровидная, голая; столбики булавовидные, основание почти вертикальное, постепенно утолщенное кверху; рыльца с узкими краями, коротко заостренные спереди, столбик прямой, с меньшим отверстием для рыльца на конце. Капсула зеленая, продолговатая или почти шаровидная, маленькая, 5-7 мм. Семена шаровидные. Цветёт с февраля по июнь. Цветёт на высоте 1300—2400 м. Чашелистики слегка асимметричны. Распространен в Юньнани, Гуандуне и на юге Сычуани. Растёт в полутенистых или влажных местах на опушках леса.

## Таксономия
Впервые описание вида было опубликовано в 1908 году на страницах ботанического издания Bulletin de l'Herbier Boissier, sér. 2, 8: 740.